# Stellaria fennica
Stellaria fennica là loài thực vật có hoa thuộc họ Cẩm chướng. Loài này được (Murb.) Perfil. miêu tả khoa học đầu tiên năm 1936.